# Frank Rodriguez
Frank J. Rodriguez, senior (ur. w marcu 1920 w Sheridan, Wyoming, zm. 9 lutego 2007 w St. Paul, Minnesota) – amerykański działacz związkowy, pierwszy członek Izby Reprezentantów stanu Minnesota o korzeniach hiszpańskich.
Był synem meksykańskiego imigranta, mieszkał w Minnesocie od 2. roku życia. Ukończył szkołę średnią Humboldt High School w St. Paul. Pracował w budownictwie, przez 30 lat działał w branżowych związkach zawodowych, dochodząc do stanowisk sekretarza i skarbnika. Był również aktywny w Minnesota Democratic-Farmer-Labor Party (wchodził w skład Komitetu Centralnego), stowarzyszonej z Partią Demokratyczną. Z ramienia tej partii w 1979 został wybrany do stanowej Izby Reprezentantów Minnesoty, jako pierwszy kandydat hiszpańskojęzyczny. W wyborach pokonał wieloletniego parlamentarzystę z Partii Republikańskiej; pod adresem Rodrigueza padły oskarżenia o nieprawidłowości wyborcze (w tym korupcję), ale nie zostały one potwierdzone.
Rodriguez zasiadał w stanowej Izbie Reprezentantów w latach 1979-1985, przez trzy kadencje. Zajmował się głównie problematyką związkową, mniejszości etnicznych i opieki zdrowotnej. Po zakończeniu pracy w Izbie Reprezentantów kontynuował działalność w Minnesota Democratic-Farmer-Labor Party, zajmując się m.in. problematyką mediów.
Pół roku przed śmiercią świętował 60. rocznicę ślubu. Miał ośmioro dzieci, z czego trzech synów zmarło za jego życia. Zmarł na atak serca w wieku 86 lat.